# La donna fantasma (romanzo)
La donna fantasma (Phantom Lady) è un romanzo noir del 1942 scritto da Cornell Woolrich, il primo firmato con lo pseudonimo William Irish.
Il libro è stato tradotto in dieci lingue; in Italia è stato presentato nel 1950.

## Trama
È un'incantevole sera di maggio, quando Scott Henderson esce di casa propria, raggiunge un bar e incontra una donna. L'uomo ha litigato con la moglie e ha in tasca due biglietti per il teatro che ha giurato di condividere con la prima persona che avesse trovato. La sconosciuta ha un aspetto gradevole, è raffinata e gentile, ma Scott in seguito ricorderà solo lo strano cappello arancione che le copre il capo. I due passano un po' di tempo al bar, vanno quindi al ristorante e cenano, prendono un taxi e arrivano al teatro di varietà; alla fine dello spettacolo ritornano al bar per un ultimo drink e si separano. La donna resta nel locale. Scott ritorna a casa, dove trova la polizia e la moglie assassinata, strangolata con la cravatta che lui stesso avrebbe dovuto indossare per la serata.
Nelle ore successive Scott viene sottoposto a serrati interrogatori. Dalla moglie voleva il divorzio, ma lei glielo aveva rifiutato. La polizia aveva anche già rintracciato una giovane, Carol Richman, per la quale Scott voleva divorziare. Anche Carol era stata controllata. Dopo moltissime domande e risposte, emerge che Scott non sa dire con chi ha passato la precedente serata e i numerosi testimoni che potrebbero aiutarlo, si ricordano perfettamente di lui, ma non della sua accompagnatrice. Essi sono: il barista, il direttore e il cameriere del ristorante, il tassista, il portiere del teatro. A tutti questi andrebbero aggiunti un mendicante cieco e un suonatore di timpani del teatro, ma Scott non li ricorda a sua volta. Assicurato alla Legge, viene processato e condannato alla sedia elettrica per uxoricidio.
Di fronte alla sentenza, Scott si comporta con dignità, ma cova dentro un'amarezza inestinguibile. Un giorno riceve la visita dell'ispettore di polizia Burgess che lo ha arrestato: con fatica il poliziotto gli dice che considera innocente Scott, ma lui ha fatto il proprio dovere e anche di più, perciò gli consiglia di chiamare un amico, affinché ripercorra tutta la fatale serata e trovi la possibilità di rintracciare la donna scomparsa nel nulla. Pur con fatica, Scott accetta il consiglio e chiama Jack Lombard, attualmente in Sudamerica, perché venga a soccorrerlo. Tre giorni dopo, l'amico arriva e i due esaminano i particolari di quella serata, finendo con l'aggiungere ricordi che arrivano all'improvviso.
Lombard si immerge nelle ricerche con tutti i mezzi. Dapprima perde la testimonianza del cameriere del bar che, ossessionato da una ragazza comparsa da chissà dove, si getta sotto un'automobile in corsa. Quindi, con l'appoggio di Burgess, rintraccia il mendicante cieco, imbroglione che finge un handicap per chiedere l'elemosina. L'uomo ha visto Scott con la donna e ha rivisto lei qualche giorno dopo. Inoltre è stato pagato per non parlare. Mentre Lombard va a chiamare Burgess, il falso cieco scende le scale al buio per dileguarsi, ma cade sui gradini e si spezza l'osso del collo. E la scia di sangue non è finita.
Mentre infatti Lombard fa la sua ricerca, anche la ragazza di Scott, d'accordo con Burgess, ripercorre le tracce del suo innamorato e arriva a scovare il suonatore di timpani, davanti al quale Scott e la signora svanita erano seduti. Cliff Milburn, così si chiama, è un donnaiolo impenitente e cede subito alle provocazioni di Carol. Alla fine dello spettacolo i due si aggregano al resto dei musicisti e vanno in uno scantinato dove si fumano sostanze stupefacenti e si suona e balla in modo sfrenato. Dopo ore e molta droga, Carol riesce a condurre Milburn in casa di lui e ben presto lo fa ammettere di essere stato pagato per tacere: anzi il musicista è talmente terrorizzato da diventare violento. Con grande fatica, Carol fugge dalla casa e chiama Burgess. Ma la morte è arrivata prima: Milburn si è tagliato la gola sulla vasca da bagno, lasciando un biglietto.
Dal canto suo, Lombard affronta una serie di donne: la sarta che ha confezionato il cappello, la modista che ha sottratto un disegno dal laboratorio, la cantante che si era esibita la sera fatale, la donna che aveva voluto per sé la copia del cappello. Tutte persone che non cambieranno la condizione di Scott, a parte Pierrette Douglas che, pagato per una copia del cappello, lo aveva dato a un'amica di cui si rifiuta di fare il nome. Lombard strepita inutilmente e, ancora una volta, lasciata la donna, la ritrova precipitata dalla finestra, quando torna con Burgess. C'è un'ultima possibilità e Lombard ci si tuffa, mentre i giorni di attesa per l'esecuzione di Scott sono ridotti al minimo.
Fingendo di collezionare programmi da concerto, Lombard si trova a tu per tu con una ragazza sulla strada dell'alcoolismo che gli offre i programmi della serata passata con Scott. Egli intrappola la donna e la costringe a salire in auto, con l'apparente proposito di recarsi al carcere e depositare le prove dell'innocenza dell'amico. Quando sono fuori città, Lombard si getta in un sentiero di campagna, sempre più lontano dalla strada, finché si ferma e impone alla donna di camminare davanti ai fari dell'auto. Lombard ha una pistola carica e la donna ha capito che morrà. Ma quando parte lo sparo, a cadere è Lombard stesso, seguito da Burgess con i suoi uomini. La ragazza altri non è che la coraggiosa Carol e, il giorno dopo, Burgess spiega a lei e a Scott, finalmente libero, chi ha assassinato Marcella Henderson, il cieco, Pierrette Douglas... e perché.

## Personaggi
- Scott Henderson, 32 anni, è l'accusato.
- Marcella Henderson, moglie di Scott, gli rifiuta il divorzio.
- Carol Richman, fanciulla di cui Scott è innamorato.
- Jack Lombard, amico di Scott, torna dal Sudamerica per aiutare il condannato.
- Burgess, funzionario di polizia, pur avendo assicurato Scott alla giustizia, è convinto della sua innocenza.

## Al cinema
Da questo romanzo è stato tratto nel 1944 il film La donna fantasma diretto da Robert Siodmak. Interpreti: Franchot Tone ('Jack' ), Ella Raines (Carol Richman), Alan Curtis (Scott Henderson), Aurora Miranda (Estela Monteiro), Thomas Gomez (ispettore Burgess).
.

## Edizioni in italiano
- William Irish, La donna fantasma: romanzo poliziesco, traduzione dall'inglese di Maria Martone, collezione:  Amena 95; Garzanti, Milano 1950
- William Irish; La donna fantasma, traduzione di Stefano Benvenuti, collezione I classici del giallo 198; A. Mondadori, Milano 1974
- Cornell Woolrich, La donna fantasma, collezione I maestri del giallo, trad. di Stefano Benvenuti, Mondadori-De Agostini, Novara 1991
- Cornell Woolrich; La donna fantasma, traduzione di Stefano Benvenuti, Oscar gialli 266; A. Mondadori, Milano 1992
- Cornell Woolrich (William Irish); La donna fantasma, traduzione di Stefano Benvenuti, I classici del giallo 765; A. Mondadori, Milano 1996
- Cornell Woolrich  La donna fantasma, traduzione di Stefano Benvenuti, Oscar Mondadori, Milano 2005 ISBN 88-04-51956-8